# Контрамаестре
Контрамаестре (шп. Contramaestre) је град на Куби у покрајини Santiago de Cuba. Према процени из 2011. у граду је живело 60.398 становника.

## Становништво
Према процени, у граду је 2011. живело 60.398 становника.
| 1991.  | 2011.  |
| ------ | ------ |
| 55.123 | 60.398 |